# Abarema jupunba
Abarema jupunba är en ärtväxtart som först beskrevs av Carl Ludwig von Willdenow, och fick sitt nu gällande namn av Nathaniel Lord Britton och Ellsworth Paine Killip. Abarema jupunba ingår i släktet Abarema och familjen ärtväxter.

## Underarter
Arten delas in i följande underarter:
- A. j. jupunba
- A. j. trapezifolia